# Comtes du Saint-Empire

Armorial du Saint-Empire.

Un comte du Saint-Empire ou bref comte d'Empire (en allemand : Reichsgraf, en latin : comes imperii) est un comte et seigneur féodal qui est élevé (ou ses ancêtres) à ce statut par l'empereur du Saint-Empire romain germanique.
Une distinction est faite entre les comtes qui ont gouverné des territoires avec immédiateté impériale (qui se classaient donc immédiatement au-dessous des princes du Saint-Empire et qui avaient aussi des sièges et des votes à la Diète d'Empire) et ceux qui n'ont reçu que le titre. Les premiers sont comptés parmi la haute noblesse, les seconds parmi la petite noblesse.
Il s'agit moins d'un titre individuel de noblesse pertinent pour le nom de famille que d'un concept juridique historiquement défini. Les détenteurs du titre s'appellent généralement simplement « Graf von » (Comte de...).

## Origine et distinctions
Dans les royaumes mérovingiens et francs, un comte était un fonctionnaire royal qui exerçait les droits souverains royaux dans une unité administrative (comté, district) et était l'adjoint du roi ou de l'empereur dans certains domaines (marches, comtés palatins, domaines royaux, etc). L'appellation « Graf », est probablement issue du mot grec byzantin signifiant « scribe» , autrement dit administrateur au nom du roi.
Après la formation des duchés tribaux, les comtes précédents sont devenus les vassaux des ducs dans leur zone tribale (duché de Saxe, duché de Franconie, duché de Souabe, duché de Bavière, duché de Lotharingie). Depuis les Ottoniens, la signification du titre de comte est passée de la fonction d'origine d'un officiel du roi à un terme désignant les droits combinés d'un noble dans une zone spécifique en raison de son statut héréditaire croissant et de son intégration dans le système féodal.
Le rang des comtes était déterminé dans le Saint Empire romain par le ban militaire médiéval, comme il est décrit dans la partie féodale du Miroir des Saxons. Les comtes et les seigneurs libres (barons du Saint-Empire) formaient la quatrième catégorie au-dessous de la troisième, qu'occupaient les princes d'Empire (voir : Émergence du statut des princes d'Empire au Moyen Âge), ceux-ci à leur tour derrière les prince-évêques et le roi des Romains.
Les structures constitutionnelles compliquées de l'Ancien Empire ont conduit au fait qu'il existe deux groupes fondamentalement différents de « comtes d'Empire » :

### Comtes du Saint-Empire comme régents des territoires avec immédiateté impériale
Un comte d'Empire recevait son fief directement du roi des Romains, qui - s'il était couronné par le pape - pouvait se dire empereur du Saint-Empire. Il a donc gouverné un territoire avec immédiateté impériale, une construction juridique féodale et constitutionnelle propre au Saint Empire romain.

« Chapeau princier » des princes et comtes régnants du Saint-Empire

Après que la Diète d'Empire (Reichstag) soit devenue une institution fixe de la constitution impériale à partir de 1495, les princes d'Empire y ont obtenu un siège et un vote et appartenaient donc aux États impériaux. Les princes y composaient le deuxième collège (le Reichsfürstenrat, le Conseil des princes du Saint-Empire). Ils se répartissaient en deux bancs : le banc ecclésiastique (Geistliche Bank) et le banc laïc (Weltliche Bank). Derrière le banc laïc des princes, les comtes du Saint-Empire ont également reçu quatre bancs, bien qu'ils ne soient représentés qu'avec des voix de groupe (vote du curiat), contrairement aux voix individuelles des princes (vote viril).
L'une des conditions de base pour être admis aux États impériaux (avec le droit de vote sur l'un des bancs des comtes du Reichstag) était depuis 1582 que les territoires correspondants aient une taille minimale considérable, une « taille et importance princière », avec une structure administrative comparable aux territoires des princes, qui comprenait, entre autres, que le comté en question pourrait avoir sa propre chancellerie. Pour l'admission au Reichstag l'approbation de l'empereur et plus tard aussi des autres états représentés fut demandé. En 1521, il y avait 144 comtés impériaux, en 1792 seulement 99. Depuis 1582 les comtés sont combinés dans les groupes de vote (curies) des quatre 
« bancs des comtes » du Conseil impérial des princes (à savoir l'Association des comtes de Wetterau et des Collèges impériaux des comtes de Souabe, de Franconie et du Bas-Rhin-Westphalie) jusqu'en 1806. Les quatre bancs de comtes disposaient chacun d'une voix.

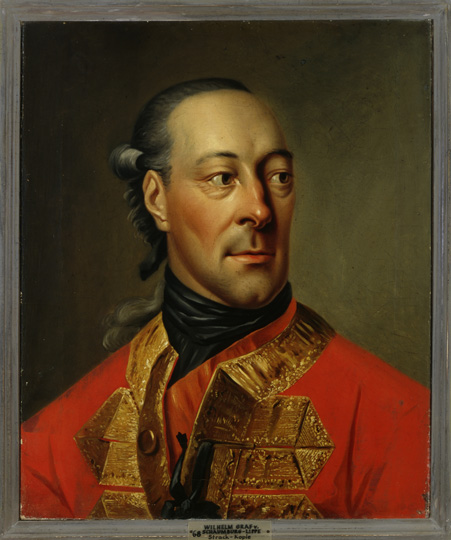
Le comte Frédéric-Guillaume de Schaumbourg-Lippe (1724–1777), dont Herder a jugé : „Un grand seigneur, mais trop grand pour son pays...“

Ces comtes font partie de la haute noblesse germanique (Hochadel), de même que les princes (Fürst) ou ducs (Herzog). Ils avaient le droit d'être traités comme Son Altesse Illustrissime. Les anciens comtes du Saint-Empire sont toujours autorisés à porter un « chapeau princier » sur leurs armoiries. Ils étaient aussi parfois appelés gefürsteter Reichsgraf (comte princier du Saint-Empire).
Après 1803, les comtes régents perdirent leur position semi-souveraine par médiatisation (généralement à la suite du Recès d'Empire), c'est-à-dire par affiliation à de plus grands territoires voisins, et furent alors appelés « Standesherren » (littéralement : « seigneurs de rang »). Ils étaient donc subordonnés à leurs anciens « voisins » (comme leurs nouveaux souverains). En effet, à la suite de leur médiatisation, les familles princières et comtales médiatisées avaient reçu une confirmation de leur égalité du rang comme Standesherren selon l'Acte confédéral allemand avec les familles qui ont continué à régner dans la Confédération germanique de 1815 à 1866 et enfin dans l'Empire allemand jusqu'en 1918. Tout au long du XIXe siècle, certaines maisons comtales de l'Ancien Empire reçurent également le rang de prince titulaire par leurs nouveaux souverains qui avaient pris possession de leurs anciens territoires. Ils avaient priorité sur les comtes de la petite noblesse. Les maisons médiatisées princières ainsi que comtales sont répertoriées dans la section II de l'Almanach de Gotha.
(Voir: Liste des maisons allemandes médiatisées)

### Comtes du Saint-Empire en tant que titulaires de diplômes impériaux de comte

Représentation héraldique de la couronne de comte titulaire de l'Empire

Les simples comtes titulaires qui ont reçu leur titre « de l'Empire » (c'est-à-dire de l'empereur romain-germanique ou, en remplacement, un vicaire impérial) comme une augmentation de rang, étaient également considérés comme des « comtes d'Empire ». Ces comtes n'ont pas gouverné des territoires avec immédiateté impériale et n'avaient donc pas de siège à la Diète d'Empire. (Il y a même ici une correspondance aux princes d'Empire, car parmi eux il y a aussi ceux qui n'ont reçu que le titre de l'empereur mais n'ont gouverné aucun territoire ayant appartenu aux États impériaux.) 
Cependant, ils appartiennent à la petite noblesse. L'Empereur peut donc parfaitement élever au titre de comte du Saint-Empire certains de ses sujets (ou des sujets étrangers) qui ne possèdent pas de fiefs directement placés sous l'autorité impériale, parfois même qui ne possèdent aucun fief. C'était le cas de la plupart des maisons comtales de l'empire (en particulier en Allemagne et dans le nord de l'Italie), qui avaient reçu leurs titres de comte avant la fin de l'Ancien Empire en 1806. Au-dessus de leurs armoiries, ils mènent la couronne de comte avec neuf points.
Cependant, le fait que le titre de comte ait été conféré par l'empereur ne donnait à cette catégorie de comtes aucune préséance sur les comtes qui recevaient leurs titres d'autres souverains. Dans le Genealogisches Handbuch des Adels (GHdA, Manuel généalogique de la noblesse, paru de 1951 à 2015) et dans le Gothaisches Genealogisches Handbuch (GGH, Manuel de généalogie de Gotha, édité depuis 2015 par la maison d'édition des Archives de la noblesse allemande), ils sont répertoriés dans la série de bandes (vertes) des Maisons Comtales, tout comme les comtes élevés par d'autres souverains, tandis que les maisons comtales médiatisées sont répertoriées dans la section II de la série de bandes (rouges) des Maisons Princières.